# Судбина је моја у рукама њеним
Судбина је моја у рукама њеним је четврти музички албум српског певача Шабана Шаулића. Објављен је 1979. године у издању ПГП РТБ-а, на аудио касети. На албуму се налази осам песама. Највећи хит је песма С намером дођох у велики град коју је написао Раде Вучковић.

## Песме
| Бр. | Назив песме                    | Трајање |
| --- | ------------------------------ | ------- |
| 1.  | На њеном венчању               | 05:03   |
| 2.  | С намером дођох у велики град  | 04:24   |
| 3.  | Ја у Шабац ноћас идем          | 04:22   |
| 4.  | Судбина је моја у рукама њеним | 05:34   |
| 5.  | Врати се кући, пише бабо стари | 04:30   |
| 6.  | Хајдемо некуд из овог града    | 04:10   |
| 7.  | Човек луталица                 | 06:15   |
| 8.  | Због тебе сам постао такав     | 04:48   |

Информације
- Главни уредник: Станко Терзић
- Рецензент: Милан Ђорђевић
- Оркестар: Оркестар Љубише Павковића